# Sofisme
 Ikke at forveksle med sufisme.
Sofisme var den intellektuelle skole eller tradition i antikkens Grækenland, som de såkaldte "sofister" tilhørte. Sofisme kommer af sofia (græsk for "visdom"), og sofister var personer, der i 400-tallet f.Kr. virkede i Athen og en del andre græske bystater, hvor de for betaling underviste i filosofi, historie, grammatik og især retorik. En senere betydning af ordet "sofist" er "person, der med veltalenhed og spidsfindige argumenter søger at overtale eller overbevise nogen".
Fremstillingen af disse omrejsende læreres virksomhed har været meget negativ; især fra deres fremmeste kritikere, Sokrates, Platon og Aristoteles. Men i modsætning til disse tre, viste sofisterne gennemgående et demokratisk sindelag; og det er blandt sofisterne, vi finder de meget få grækere, der tog til orde mod slaveri.

## Baggrund
I 400-tallet f.Kr havde grækerne en omkring 150-årig filosofitradition; til Athen var den kommet med Anaxagoras. Men det drejede sig om naturfilosofiske spekulationer. Etiske problemer blev godt nok diskuteret; men det kom kun til spredte tanker, udtrykt i aforismer. Hos Pythagoras vågnede en stærk interesse for sjælen og dens skæbne hinsides døden; men nogen psykisk forskning kom der aldrig ud af det. Fokus var på fysis (= naturen) og kosmos (= verden), men nogen enighed kom man ikke frem til. Heraklit og Parmenides havde modsatte teorier om bevægelse; ligeledes stod Thales og Empedokles for helt forskellige opfatninger af urstoffet. Demokrit regnede ikke med andet end atomer, mens Anaxagoras havde efterspurgt en verdensånd bagved det hele. Ingen fysisk eller kemisk videnskab kunne efterprøve nogen af de fremsatte påstande, der blev fremsat uden bevis - af Heraklit nærmest i form af orakelord; af Parmenides i verseform. 
Alkidamas i Athen tog parti for heloterne, da de gjorde oprør mod spartanerne, der holdt dem som slaver. "Gud har ikke gjort noget menneske til slave," erklærede han, og udtrykte derved, at slaveri var et menneskeligt påfund på linje med så mange andre. I kontrast hertil var Platons tænkning baseret på slaveri som en samfundsfaktor, selv om han medgav, at Spartas helotsystem var det mest kontroversielle slavehold i Grækenland, idet det ikke var udlændinge, men græske landsmænd, der blev holdt som slaver.

## Uddannelse
Tvivl og skepsis meldte sig, og interessen vendte sig i stedet mod kulturen. Sejren i perserkrigene bragte en blomstringstid til græsk kultur; og da mange følte, at filosofien ikke bidrog til klarhed eller indsigt, men tværtimod skabte forvirring og tvivl i den offentlige debat, kom sofisternes undervisning til hjælp ved gennemgang af de forskellige retninger og diskussioner med eleverne. Der fandtes i bystaterne ingen højere, organiseret uddannelse udenom den militære; så sofisterne fyldte et helt åbenbart behov for tilegnelse af kundskab, hvad der kan forklare deres gennemslagskraft. Solon havde sørget for, at drengebørn fik nogen undervisning; men det drejede sig om at lære at læse, skrive og regne; dertil legemsøvelser, musik og kendskab til Homer. Embedsmænd blev den gang udnævnt ved lodtrækning, der blev anset som gudernes chance til at påvirke valget.
Når retorik var et så vigtigt fag, skyldtes det, at der ikke fandtes sagførere. Blev man sigtet for noget, måtte man selv føre sin sag, og der var hverken dommer eller jury; man måtte selv tale sin sag foran de fremmødte medborgere. Derfor var det af den yderste vigtighed, at man lærte at udtrykke sig sammenhængende og fornuftigt.
Sofisternes mål var at bekæmpe forvirringen, der prægede tidens offentlige debat. De var ikke selv athenere, men kom rundt om fra Magna Graecia. Det var dem, der gjorde Athen til - med Perikles' ord - "en dannelsesskole for Grækenland". Mod en mindre entré holdt de foredrag i offentlige lokaler, hvor de også talte om alvorsord om dyd og moral, såsom sofisten Prodikos af Kéa  med sin historie om Herakles, der møder de to kvinder Dyd og Last, og beslutter at følge Dyd. 

## Teknikker
Modsat filosofferne gik en sofist ikke ind i, hvad der var sandt eller usandt, men nøjede sig med at lære eleven at fremføre sit syn så overbevisende og troværdigt som muligt. Filosofferne ville nå frem til erkendelse af sagens inderste, dens sandhed; mens sofisterne koncentrerede sig om teknikker til at komme heldigt fra en diskussion. Sokrates påpegede de farlige etiske og politiske konsekvenser, når målet blev overtalelse uden indsigt i problemet. Dertil blev sofisterne stærkt kritiseret for at tage sig betalt for undervisningen. Sokrates mente, evnen til selvstændig tænkning går tabt, når man tager betalt for at undervise; i stedet indretter man sig efter det nyttige og behagelige. Efter hans mening søgte sofisterne derfor ikke sandhed, men kun egen vinding.
"Overtalelse, ikke sandhed," var et stikord for en af deres teknikker. Ligesom et etbinds leksikon skulle man erhverve sig nogen kundskab om det meste, så man kunne udtale sig med fornuft om de fleste ting og skabe indtryk af at være mere kundskabsrig, end man faktisk var. Sofisten Gorgias pralede af, at han var bedre end sin bror lægen til at få patienterne til at tage medicinen. Naturligvis vidste han mindre om medicinen end sin bror; men han forstod bedre at lyde overbevisende.
Men sofisterne var naturligvis ingen ensartet gruppe. Protagoras udtalte, at "mennesket er alle tings målestok", tolket som relativisme. Vel kan smag og behag ikke rigtig diskuteres; men her lyder det, som om Protagoras omgør alle spørgsmål til spørgsmål om smag og behag. Gorgias er talsmand for skepticisme med sit udsagn om, at "intet er til". Platon angreb i mange af sine skrifter sofister, der fremhævede hedonisme, og andre, der fremhævede magt som tilværelsens mål - mens andre sofister igen hævdede opfatninger tæt op til Sokrates' og Platons egne.

## Liste over sofister
- Priscus
- Protagoras
- Gorgias
- Prodikos
- Hippias
- Thrasymachos
- Kallikles
- Lycophron
- Antiphon
- Kratylos